# كراشد آيس
كراشد آيس هو حدث رياضي عالمي ويعتبر رياضة عنيفة  شتوية والتي تتضمن التزلج على منحدرات في بيئة حضرية، على مضمار يتضمن منعطفات شديدة ومنحدرات عمودية عالية.تم تأسيس السلسلة وإدراتها من قبل شركة مشروبات الطاقة ريد بل.